# مایکل لوکاس
مایکل لوکاس (به انگلیسی: Michael Lucas) (زادهٔ ۱۰ مارس ۱۹۷۲ در مسکو) بازیگر و کارگردان آمریکایی فیلم‌های پورنوگرافی همجنس‌گرایانه و هم‌چنین مؤسس لوکاس انترتیمنت بزرگ‌ترین کمپانی تهیه فیلم‌های همجنس‌گرایانه در نیویورک می‌باشد. لوکاس در سال ۲۰۰۴ به تابعیت ایالات متحده آمریکا درآمد و هم‌اکنون در نیویورک زندگی می‌کند.